# مقاطعة غراهام (كارولاينا الشمالية)
مقاطعة غراهام (بالإنجليزية: Graham County)‏ هي إحدى مقاطعات ولاية كارولاينا الشمالية في الولايات المتحدة الأمريكية. مركز المقاطعة أو مقعدها هي مدينة روبنزفيل. تأسست هذه المقاطعة سنة 1872. وأصل هذه المقاطعة يأتي من: مقاطعة تشيروكي.